# Elaeagnus angustata
Elaeagnus angustata är en havtornsväxtart som först beskrevs av Alfred Rehder, och fick sitt nu gällande namn av C. Yung Chang. Elaeagnus angustata ingår i släktet silverbuskar, och familjen havtornsväxter. Utöver nominatformen finns också underarten E. a. songmingensis.